# Bahnhof Milano Porta Nuova (1931)
Die Stazione di Milano Porta Nuova oder Stazione delle Varesine war ein Bahnhof in Mailand, der den Vorortszügen der Ferrovie Varesine diente. 

## Geschichte
Der alte Bahnhof Milano Centrale war ab 1901 der Endpunkt der mit Stromschiene elektrifizierten Verbindung Mailand–Gallarate–Varese–Porto Ceresio, die als Ferrovie Varesine oder einfach als Varesine bezeichnet wurde. Die mit 650 V Gleichstrom betriebene Strecke war eine der ersten elektrisch betriebene Bahnstrecken Italiens und diente vor allem dem Vorortsverkehr.    
Im Mai 1911 erhielten die elektrischen Züge einen eigenen Kopfbahnhof, dessen Empfangsgebäude quer zu den Gleisen, an der Westseite der Vorplatzes der alten Stazione di Milano Centrale stand. Er galt vorerst noch als Teil dieses Bahnhofs und erhielt die Bezeichnung Milano Porta Nuova erst 1931, um ihn von dem neuen Bahnhofs Milano Centrale zu unterscheiden. Dabei wurde die Bezeichnung Milano Porta Nuova bereits zum vierten Mal für einen Bahnhof in Mailand verwendet. Den gleichen Namen trugen bereits der erste Bahnhof Mailands, dessen 1850 eröffneter größerer Ersatz und der 1873 eröffneten Güterbahnhof auf dem Gelände des heutigen Bahnhofs Milano Porta Garibaldi. Deshalb wird die Stazione delle Varesine oft auch als vierter Bahnhof Milano Porta Nuova bezeichnet.    
Der elektrische Betrieb mit Stromschiene wurde bis zum 24. März 1951 aufrechterhalten, danach wurde die Bahn mit 3 kV Gleichstrom elektrifiziert. Am 5. November 1961 wurde der Bahnhof stillgelegt. Seine Aufgaben wurden vom Bahnhof Milano Porta Garibaldi übernommen, der anfangs noch als fünfter Bahnhof die Bezeichnung Milano Porta Nuova trug.          